# Operation Epsilon

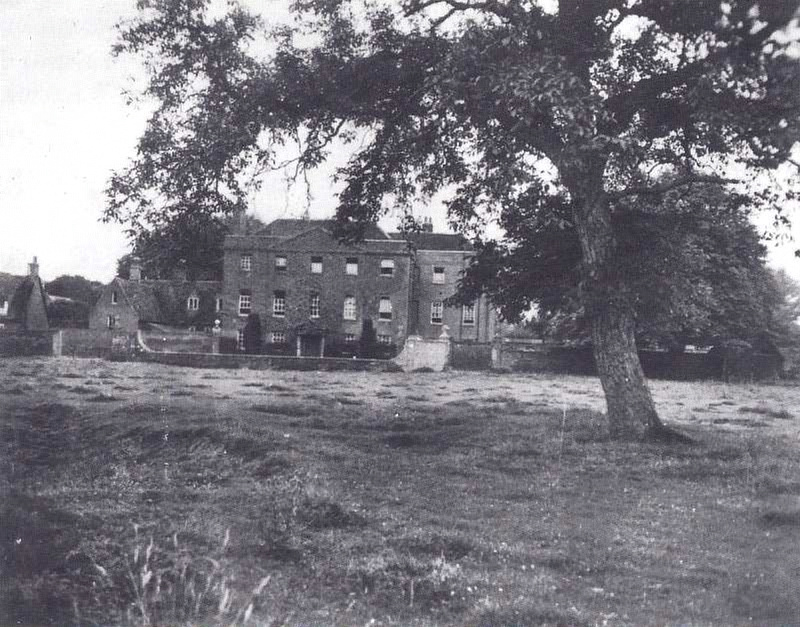
Der Landsitz Farm Hall

Die Operation Epsilon war eine Geheimdienstoperation im Rahmen der ALSOS-Mission gegen Ende des Zweiten Weltkriegs. Ziel der Operation war es, den amerikanischen und englischen Alliierten Kenntnis über den Stand der deutschen Kernphysikforschung zu verschaffen, insbesondere die Frage zu klären, wie weit Deutschland in der Lage war, eine Atombombe zu bauen.
Im Rahmen der Operation Epsilon wurden kurz vor Kriegsende zehn deutsche Wissenschaftler – acht Physiker und zwei Chemiker – in Gewahrsam genommen und für sechs Monate auf dem englischen Landsitz Farm Hall in der Nähe des Dorfes Godmanchester interniert, wo ihre Gespräche abgehört und protokolliert wurden.

## Vorgeschichte

### Das deutsche Uranprojekt

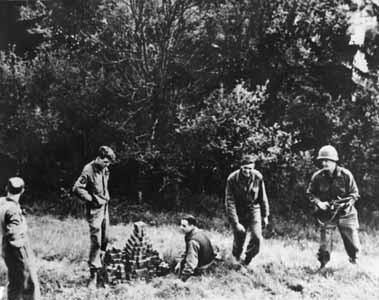
Entdeckung der im Auftrag von Werner Heisenberg vergrabenen Uranwürfel auf einem Acker in Haigerloch

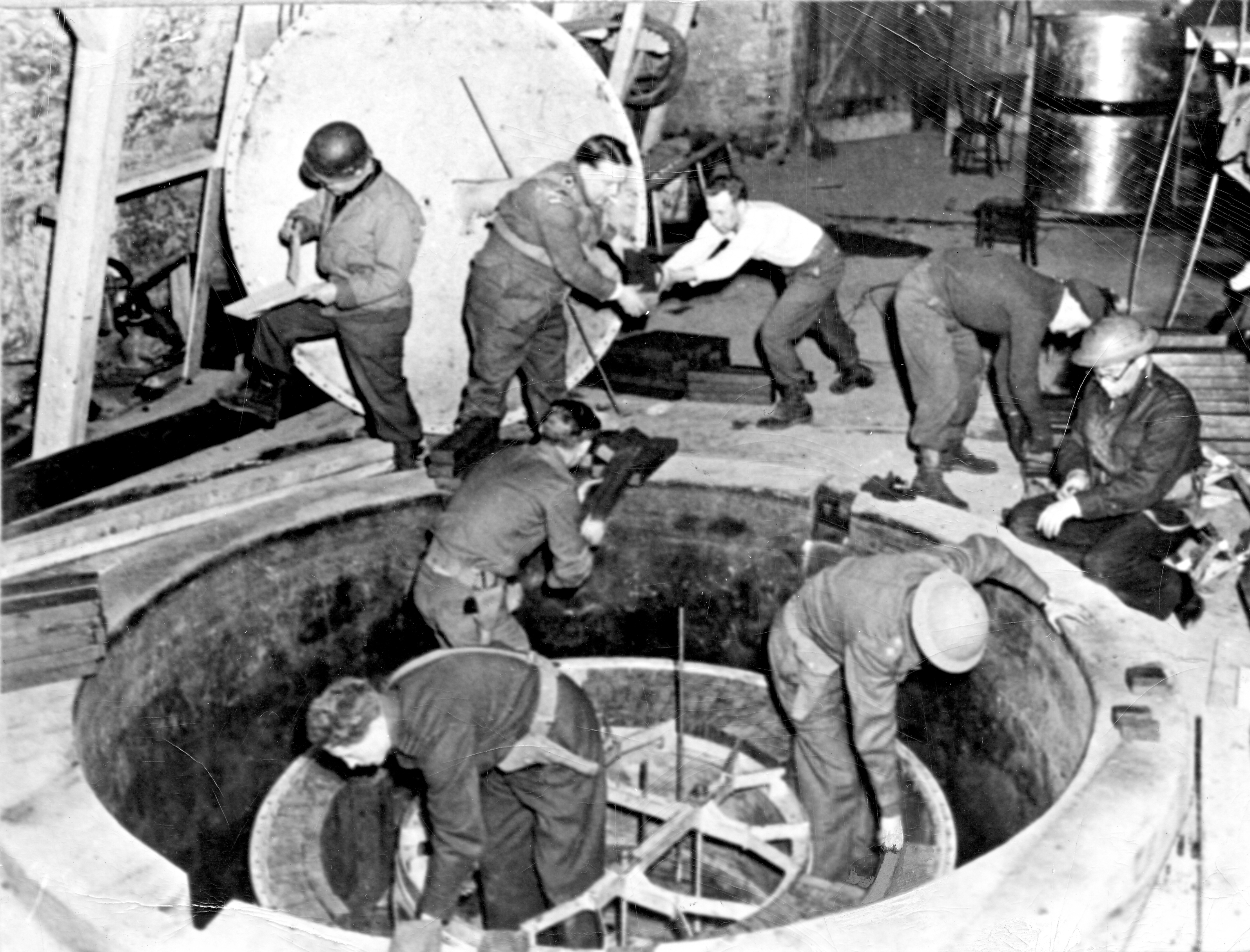
Demontage des Uranreaktors unter der Schlosskirche Haigerloch durch Einsatzkräfte der ALSOS-Mission

Im Uranprojekt arbeiteten deutsche Wissenschaftler verschiedener naturwissenschaftlicher Forschungsinstitute aus dem Deutschen Reich gemeinsam daran, die Möglichkeiten der Kernenergienutzung zu erforschen. Das Uranprojekt wurde zunächst durch das Heereswaffenamt geleitet und war vor allem auf die Erforschung der militärischen Einsatzmöglichkeiten dieser Technologie ausgerichtet. Da man ab 1942 nicht mehr an die schnelle Realisierung einer militärischen Nutzung glaubte, wurde das Projekt ab Mai 1942 unter die administrative Leitung des Reichsforschungsrates gestellt und der Forschungsschwerpunkt wurde auf die Frage nach dem prinzipiellen Aufbau eines Kernreaktors verlegt. Wissenschaftlich geleitet wurde das Projekt durch Werner Heisenberg, den Direktor des Kaiser-Wilhelm-Instituts für Physik in Berlin-Dahlem, wo in einem Bunkerlabor zunächst die Großversuche zur Konstruktion eines Uranreaktors durchgeführt wurden.
Ab dem Sommer 1943 wurde das Kaiser-Wilhelm-Institut für Physik schrittweise nach Hechingen und Haigerloch im heutigen Baden-Württemberg verlegt, da der Standort in Berlin durch die drohenden Bombenangriffe zu gefährlich geworden war. Zeitgleich erfolgte die Verlegung des von Otto Hahn geleiteten Kaiser-Wilhelm-Instituts für Chemie in den Nachbarort Tailfingen. Die beteiligten Wissenschaftler versuchten hier, in einem Felsenkeller unter der Haigerlocher Schlosskirche den ersten deutschen Atomreaktor zu konstruieren. Der kurz bevorstehende Erfolg wurde durch den Einmarsch französischer Truppen verhindert. Werner Heisenberg ließ die verwendeten Uranwürfel in einem Acker vergraben und das Schwerwasser in die Tanks einer ehemaligen Textilfabrik umlagern, um diese wertvollen Ressourcen vor den Alliierten in Sicherheit zu bringen und nach Kriegsende weiter verwenden zu können. Kurz darauf versenkten Carl Friedrich von Weizsäcker und Karl Wirtz die in einem verlöteten Metallkanister versteckten Forschungsdokumente in der Sinkgrube hinter Weizsäckers Wohnhaus.

### Die ALSOS-Mission
Die Operation Epsilon war Teil der ALSOS-Mission im Rahmen des Manhattan-Projektes des US-Geheimdienstes. Ziel der von Ende 1943 bis Ende 1945 durchgeführten Mission war es, die Alliierten in die Lage zu versetzen, die von Deutschland ausgehende atomare Bedrohung abzuschätzen und diese dann gegebenenfalls zu neutralisieren. Dazu sollte herausgefunden werden, ob es ein deutsches Projekt zum Bau einer Atombombe gab, welche Wissenschaftler daran beteiligt waren, wie weit die Forschungsarbeiten gediehen waren und wie deren Fertigstellung verhindert werden konnte.
Das ALSOS-Kommando unter der militärischen Leitung von Oberst Boris Pash hatte einen Hauptstützpunkt in Heidelberg eingerichtet. Nachdem es dem Geheimdienst gelungen war, die am deutschen Uranprojekt führend beteiligten Wissenschaftler zu identifizieren und ihre jeweiligen Aufenthaltsorte zu lokalisieren, wurden diese durch Truppen der ALSOS-Mission in Gewahrsam genommen.

## Die zehn Wissenschaftler
Zehn Wissenschaftler wurden nach Farm Hall gebracht. Acht von ihnen waren Physiker, zwei waren Chemiker (Otto Hahn und Paul Harteck). Als Friseur und Haushilfe fungierte ein junger Kriegsgefangener, Harry Kramer, der später als Künstler und Kunstprofessor international bekannt wurde.
|  | Name                                   | Lebensdaten                                                        | Funktion und Bezug zum Uranprojekt |
|  | -------------------------------------- | ------------------------------------------------------------------ | --- |
|  | Erich Bagge                            | * 30. Mai 1912 in Neustadt bei Coburg † 5. Juni 1996 in Kiel       | Bagge war wissenschaftlicher Mitarbeiter im deutschen Uranprojekt am Kaiser-Wilhelm-Institut für Physik. Zwischen 1941 und 1943 entwickelte er die Isotopenschleuse zur Anreicherung von Uran. |
|  | Kurt Diebner                           | * 13. Mai 1905 in Obernessa † 13. Juli 1964 in Oberhausen          | Diebner war ab 1939 Leiter des neu gegründeten Referats für Atomphysik bei der Gruppe Wa F I (Physik) des Heereswaffenamtes in Kummersdorf. Von Januar 1940 bis September 1942 war er Geschäftsführer des Kaiser-Wilhelm-Instituts für Physik, das in Teilen für das Uranprojekt durch das Heereswaffenamt beschlagnahmt worden war. Ab 1939 baute er eine eigene Forschungsgruppe für Atomphysik an der Heeresversuchsstelle Gottow des Heereswaffenamtes auf. |
|  | Walther Gerlach                        | * 1. August 1889 in Biebrich am Rhein † 10. August 1979 in München | Gerlach war ab 1943 Leiter der Fachsparte Physik und der Arbeitsgemeinschaft für Kernphysik im Reichsforschungsrat. Ab 1944 war er als Hermann Görings Bevollmächtigter für Kernphysik am Uranprojekt beteiligt. |
|  | Otto Hahn                              | * 8. März 1879 in Frankfurt am Main † 28. Juli 1968 in Göttingen   | Otto Hahn war ab 1928 Direktor des Kaiser-Wilhelm-Instituts für Chemie, das am Uranprojekt beteiligt war. Er hatte im Dezember 1938 zusammen mit seinem Assistenten Fritz Strassmann die Kernspaltung des schweren Elements Uran entdeckt, wofür ihm 1945 der Nobelpreis für Chemie des Jahres 1944 verliehen wurde. |
|  | Paul Harteck                           | * 20. Juli 1902 in Wien † 22. Januar 1985 in Santa Barbara         | Harteck war ab 1934 Direktor des Instituts für Physikalische Chemie und Professor an der Universität Hamburg. Mit seinem Institut war er am Uranprojekt beteiligt. |
|  | Werner Heisenberg                      | * 5. Dezember 1901 in Würzburg † 1. Februar 1976 in München        | Heisenberg war von 1942 bis 1945 Direktor des Kaiser-Wilhelm-Instituts für Physik und wissenschaftlicher Leiter des Uranprojektes. Er galt den Agenten der ALSOS-Mission als Schlüsselfigur für die Aufklärung ihrer Fragen. |
|  | Horst Korsching                        | * 12. August 1912 in Danzig † 21. März 1998 in Hildesheim          | Korsching arbeitete unter der Leitung von Kurt Diebner und Werner Heisenberg als wissenschaftlicher Mitarbeiter am Kaiser-Wilhelm-Institut für Physik an der Urananreicherung. Er galt als Spezialist für die Isotopentrennung durch Thermodiffusion. |
|  | Max von Laue                           | * 9. Oktober 1879 in Pfaffendorf † 24. April 1960 in West-Berlin   | Max von Laue arbeitete bereits seit 1919 am Kaiser-Wilhelm-Institut für Physik, seit 1922 als stellvertretender Direktor unter Albert Einstein, für den er sich in der Zeit des Nationalsozialismus einsetzte. 1943 wurde er vorzeitig emeritiert. |
|  | Carl Friedrich Freiherr von Weizsäcker | * 28. Juni 1912 in Kiel † 28. April 2007 in Söcking (Starnberg)    | Nach seiner Habilitation arbeitete von Weizsäcker ab 1936 als wissenschaftlicher Mitarbeiter am Kaiser-Wilhelm-Institut für Physik. Von 1940 bis 1942 arbeitete er am deutschen Uranprojekt, von 1942 bis 1944 hatte er den Lehrstuhl für theoretische Physik an der Reichsuniversität Straßburg inne. |
|  | Karl Wirtz                             | * 24. April 1910 in Köln † 12. Februar 1994 in Karlsruhe           | Karl Wirtz arbeitete ab 1937 in der Arbeitsgruppe von Werner Heisenberg am Kaiser-Wilhelm-Institut für Physik in Berlin. Ab 1941 war er Dozent an der Universität Berlin. Ab 1944 war er Leiter der experimentellen Abteilung im deutschen Uranprojekt. |

## Die Operation

### Festnahmen, erste Verhöre, Aufenthalt in Frankreich

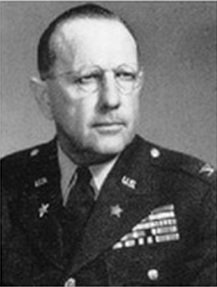
Boris Pash, der militärische Leiter der ALSOS-Mission

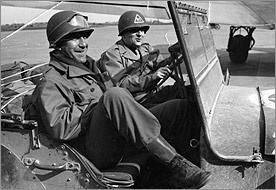
Der Physiker Samuel Abraham Goudsmit (vorne) war der wissenschaftliche Leiter der ALSOS-Mission

Die meisten der Wissenschaftler wurden zwischen dem 23. April und dem 25. April in Hechingen und Tailfingen durch Einsatzkräfte der ALSOS-Mission festgenommen und anschließend zu ersten Verhören nach Heidelberg gebracht.
Am 1. Mai 1945 wurden Carl Friedrich von Weizsäcker, Karl Wirtz, Erich Bagge, Horst Korsching, Otto Hahn und Max von Laue von Heidelberg mit einem Bus nach Frankreich gebracht. Der Bus fuhr unter militärischer Begleitung über Metz, Gravelotte, Verdun und Valmy. In Reims wurde den Wissenschaftlern, bewacht von mit Maschinenpistolen bewaffneten US-amerikanischen Soldaten, die Besichtigung der Kathedrale ermöglicht. Da die Wissenschaftler keine Militärangehörigen waren, wurden sie zwar in militärischen Gewahrsam der US-Army genommen, hatten aber nicht den Status von Kriegsgefangenen. Von den Aufsehern und Bewachern wurden sie stets nur als Gäste bezeichnet.
Werner Heisenberg hatte bereits 1939 das ehemalige Haus Petermann des Malers Lovis Corinth am Walchensee gekauft, in dem seine Frau und die Kinder des Ehepaares während des Krieges lebten, um der Bombardierung Leipzigs zu entgehen. Am Morgen des 20. April 1945 verließ Heisenberg Hechingen, um mit dem Fahrrad die ca. 270 km lange Strecke zu seiner Familie zu fahren. Die notwendige Reiseerlaubnis und einen Marschbefehl hatte er sich selber ausgestellt. Am 2. Mai ließ der US-amerikanische Oberst Boris Pash, der militärische Leiter der ALSOS-Mission, Heisenbergs Haus in Urfeld mit Kettenfahrzeugen, Panzern und Jeeps umstellen und Heisenberg gefangen nehmen. Nach einem Verhör durch Pash wurde Heisenberg am nächsten Tag nach Heidelberg gebracht, wo er durch den wissenschaftlichen Leiter der ALSOS-Mission, den holländischen Atomphysiker Samuel Abraham Goudsmit, ausführlich über den Stand des deutschen Uranprojektes verhört wurde. In dem Verhör gab Goudsmit gegenüber Heisenberg auf dessen Frage nach dem Stand der amerikanischen Atombombenforschung bewusst die falsche Information, die Amerikaner hätten dieses Projekt zu Gunsten praxisnäherer Forschungen, z. B. zur Entwicklung des Radars, vernachlässigt.
Am 7. Mai 1945 verließen die Wissenschaftler per Flugzeug Reims und wurden über einen Zwischenstopp in Paris nach Versailles geflogen. Sie wurden im heruntergekommenen Château du Grand Chesnay im nahegelegenen Le Chesnay untergebracht, das die Amerikaner als Internierungslager nutzten.
Am 9. Mai 1945 trafen Werner Heisenberg und Kurt Diebner, die in einem Jeep dort hingebracht worden waren, im Château du Grand Chesnay ein. Während Heisenberg vor allem von seinen ehemaligen Mitarbeitern und Freunden von Weizsäcker und Wirtz freundlich begrüßt wurde, standen die Mitglieder der Gruppe Diebner ablehnend gegenüber, da sie diesem vorwarfen, er habe sich als Referent des Heereswaffenamtes von der SS vereinnahmen lassen.

### Aufenthalt in Farm Hall
Schließlich wurden die Physiker von Frankreich zum englischen Landsitz Farm Hall bei Cambridge gebracht. Obwohl den Wissenschaftlern der Grund ihrer Verhaftung und Internierung nicht mitgeteilt worden waren, vermuteten diese bereits auf Grund der Tatsache, dass sie alle bis auf eine Ausnahme aktiv am deutschen Uranprojekt beteiligt gewesen waren, dass der Grund für die Verhaftung in ihren Forschungsarbeiten lag.
Die internierten Wissenschaftler nahmen an, auf dem Gebiet der angewandten Kernspaltung den Alliierten voraus zu sein, was allerdings nicht zutraf. Ihnen wurde nur ein sehr spärlicher Kontakt zu ihren in Deutschland zurückgebliebenen Familien gestattet, zudem ließ man sie über die Dauer und auch über die Frage, ob man ihnen überhaupt eine Rückkehr nach Deutschland gestatten würde, völlig im Unklaren.
Eine Gruppe von insgesamt acht Personen, darunter Peter Ganz, unter Leitung von Major Th. H. Rittner war für das Abhören, Aufnehmen, Abschreiben und Übersetzen verantwortlich (sog. Farm-Hall-Transkripte). Nur relevante technische oder politische Informationen, etwa zehn Prozent aller abgehörten Worte, wurden aufgezeichnet, transkribiert und übersetzt. Die Aufzeichnungen erfolgten mit sechs bis acht Maschinen auf Schellack-überzogene Metallscheiben. Nach der Transkription wurden die Scheiben gelöscht und erneut verwendet. Die Transkripte wurden dem Leiter des Manhattan-Projekts, General Leslie R. Groves, in Form von 24 Berichten auf mehr als 250 Seiten nach Washington übermittelt.

### Reaktion auf den Atombombenabwurf in Hiroshima
Am 6. August 1945 wurde den internierten Physikern zunächst durch ihre englischen Aufseher vom Atombombenabwurf auf Hiroshima berichtet. Die Wissenschaftler glaubten den Aufsehern nicht, erst als sie am Abend des gleichen Tages um 21:00 Uhr eine offizielle Erklärung hörten, realisierten sie, dass die Nachricht stimmte, wodurch sie völlig aus der Fassung gerieten. Zwischen den Physikern entstand ein fachlicher Diskurs, in dem sie diskutierten, welches physikalische Reaktionsprinzip, insbesondere welche Menge von welchem Element die Alliierten für die Herstellung dieser Bombe benötigt hatten und mit welchen Methoden ihnen die Herstellung gelungen war.
Heisenberg wurde schließlich von seinen Kollegen gebeten, einen Vortrag über dieses fachliche Problem zu halten, der am 14. August 1945 stattfand und in dem er vor allem auf die Frage der eingesetzten Uranmenge, den möglichen Zündmechanismus der Bombe sowie die von ihm vermuteten Auswirkungen der Bombenexplosion einging.

## Rezeption
1962 veröffentlichte der ehemalige Chef des amerikanischen Atombombenprojektes, General Leslie R. Groves, seine Memoiren. Erst dadurch wurde öffentlich bekannt, dass die in Farm Hall internierten deutschen Wissenschaftler abgehört worden waren und Abschriften der dabei entstandenen Aufnahmen existierten.
Ebenso wie schon Goudsmit 1947 in seinem Buch über die ALSOS-Mission vertrat Groves in seiner Autobiografie die Meinung, dass die deutschen Wissenschaftler nicht aufgrund moralischer Bedenken, sondern aufgrund fachlicher Unzulänglichkeiten den Bau der Atombombe nicht realisiert hatten. Goudsmit und Groves behaupteten, dass die später unter anderem von Heisenberg und Weizsäcker bekundeten moralischen Bedenken gegen den Bau einer Atombombe nachträglich von ihnen vorgeschoben wurden, in Wirklichkeit habe es ihnen an Kompetenz gemangelt. So habe Heisenberg in Farm Hall gesagt, für den Bau einer Atombombe brauche man eine kritische Masse von zehn Tonnen Uran-235, tatsächlich waren weniger als 100 kg Uran-235 nötig.
In einem Appell an den Britischen Lordkanzler forderten im November 1991 ca. zwanzig renommierte Wissenschaftler die Freigabe der Aufnahmen aus Farm Hall. Initiiert wurde die Aktion durch die Physiker Nicholas Kurti und Rudolf Peierls und die Historikerin Margaret Gowing. Unter den Unterzeichnern befanden sich unter anderem auch die Präsidenten der Royal Society sowie der British Academy. Das Public Record Office machte daraufhin wenige Monate später (im Februar 1992) die 212 Seiten umfassenden Protokolle der in Farm Hall mitgeschnittenen Tonaufzeichnungen öffentlich, in denen die Äußerungen der deutschen Wissenschaftler ins Englische übersetzt waren. Kurze Zeit später veröffentlichte auch das US-amerikanische Nationalarchiv seine Version der Protokolle, die im Vergleich zur britischen Version umfangreicher war. Allerdings wurden weder die Aufnahmen selbst noch eine deutsche Originalfassung der mitgeschnittenen Äußerungen veröffentlicht.
Im Sommer 1993 erschienen die englischen Protokolle als Buch, herausgegeben von Charles Frank. Ebenfalls im Sommer 1993 erschienen wenig später die Farm-Hall-Protokolle auch auf Deutsch, herausgegeben von Dieter Hoffmann. Die darin nachzulesenden Äußerungen der deutschen Wissenschaftler entsprechen nicht dem originalen Wortlaut, da es sich um Rückübersetzungen aus dem Englischen ins Deutsche handelt.
Rückblickend wurde mit der Veröffentlichung deutlich, dass auch der Physiker Goudsmit den Inhalt der Protokolle gekannt haben musste, als er 1947 sein Buch über die ALSOS-Mission verfasste.
Die Ereignisse rund um das deutsche Uranprojekt, die Operation Epsilon und die Internierung in Farm Hall werden in dem zweiteiligen Fernsehfilm Ende der Unschuld des Regisseurs Frank Beyer behandelt. Der Film wurde 1990/91 an verschiedenen Originalschauplätzen gedreht.